# David Brown (football)
Pour les articles homonymes, voir David Brown et Brown.
David Carre Brown (né le 26 novembre 1887 à Broughty Ferry en Écosse et mort en 1970) est un joueur de football écossais qui évoluait au poste d'attaquant.

## Palmarès
Darlington
- Championnat d'Angleterre D3 :
  - Meilleur buteur : 1923-24 (27 buts) et 1924-25 (39 buts).